# Josep Maria Llonch i Gambús
Josep M. Llonch i Gambús (Sabadell, 29 de setembre de 1901 - 1 de desembre de 1972) fou un metge català, germà de l'industrial tèxtil i alcalde sabadellenc Antoni Llonch.

## Biografia
L'any 1936, Josep M. Llonch fundà la Clínica de la Mare de Déu de Montserrat a Sabadell –juntament amb el Dr. Alfons Pareja–, inaugurada el 27 d'abril de 1936. Acabada la Guerra Civil, va ser director de la Clínica de la Salut. Va ser també president de la Junta Coordinadora d'Acció Catòlica Interparroquial durant els anys 1940-1943. El 1947 li fou concedida la medalla de plata de la ciutat i el 1972, el premi Ciutadania de la Caixa d'Estalvis de Sabadell. Home de profundes conviccions religioses i de gran humanitarisme, destacà en l'exercici de la seva professió i en la promoció d'iniciatives socials.
El 30 d'octubre de 1985 la ciutat de Sabadell li dedicà un passatge.